# JC's Girls
JC's Girls (abreviação de Jesus Christ's Girls, também chamadas de JC's Girls Girls Girls Ministry) é uma organização de mulheres evangélicas nos Estados Unidos cujas membras evangelizam para trabalhadoras mulheres da indústria sexual.

## História

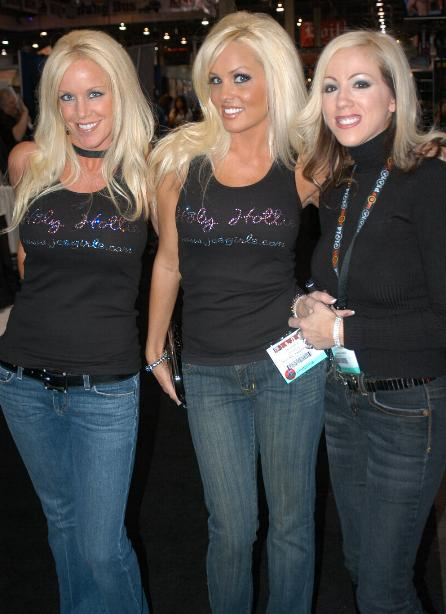
Lori Albee, Heather Veitch e Annie Lobert na Adult Entertainment Expo em Las Vegas, 2007

A organização foi fundada em março de 2005 por Heather Veitch, uma ex-stripper que se tornou cristã, e o pastor Matt Brown da Sandals Church, Riverside (Califórnia), um megaigreja batista. Após três meses, 40.000 pessoas visitaram o site da organização. Em 2007, um capítulo foi aberto na The Rock Church de San Diego, uma megaigreja evangélica. Em 2008, a sede da organização mudou-se para a Central Christian Church em Henderson (Nevada), perto de Las Vegas. Ela colaborou com Hookers for Jesus liderado por Annie Lobert durante a AVN Adult Entertainment Expo em Las Vegas.

## Programas
O grupo se denomina "um ministério cristão baseado na Bíblia". JC's Girls é menos focado em buscar conversões do quê em comunicar a mensagem, a mulheres da indústria sexual, que existem cristãos que querem aceitá-las sem julgamentos. Inicialmente, a organizaão focou-se em evangelizar para strippers e dançarinas eróticas, mas depois começou a engajar-se com mulheres de outras áreas da indústria sexual, como modelos de pornografia softcore e call girls. A organização também diversificou-se para dar suporte a pessoas com vício em pornografia. Membras da organização evangelizam em convenções de entretenimento adulto e clubs de striptease.